# 悉尼火車
悉尼火車是澳洲新南威爾士州政府的鐵路營運機構，負責營運所有來往悉尼市區及近郊的客運列車服務。
悉尼火車糅合地下鐵路、市區鐵路、近郊鐵路的特色，提供市區及市郊的快速公共運輸服務。繁忙時間主要路線班次約三分鐘一班車，非繁忙時間班次約10-15分鐘，週末列車班次約15-30分鐘，而某些路線的聯合班次則較頻密。
新南威爾斯州的鐵路系統由兩個機構負責：其中一個就是悉尼火車（Sydney Trains），負責營運悉尼市區及近郊線（只在雪梨的範圍內營運）；另外一個機構則是新州鐵路（NSW TrainLink），負責營運城際線和區域及跨州線（營運所有來往悉尼及其周邊地區，以及來往悉尼與新南威爾士州各城市和跨州至布里斯本、坎培拉與墨爾本的服務）。
現時悉尼火車和新南威爾斯州鐵路的城際線採用澳寶卡無接觸式電子收費系統。

## 歷史

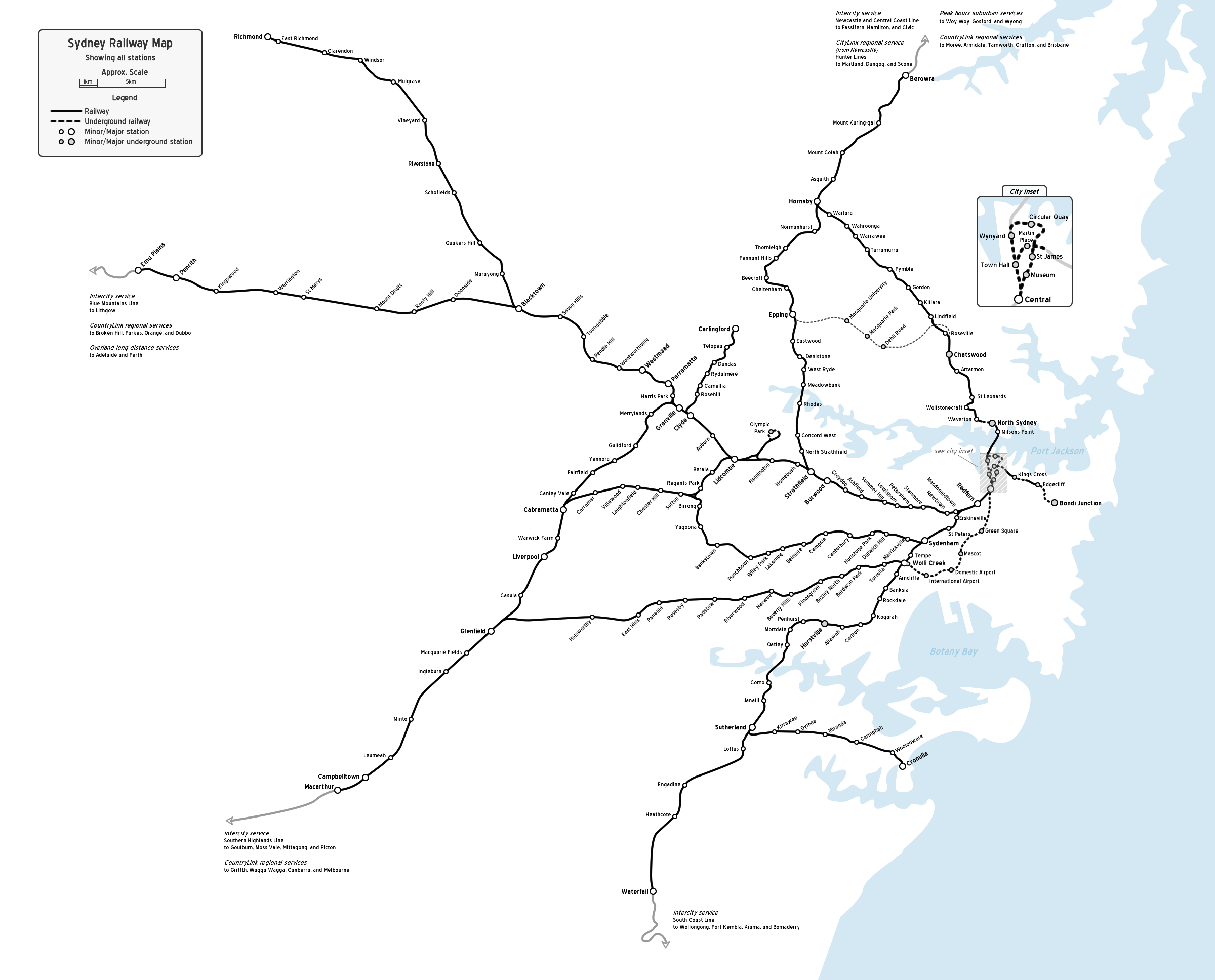
城市鐵路時期的鐵路網絡

- 2012年5月，交通部長宣佈對新南威爾士州鐵路局（RailCorp）進行重組[2]。原由城鐵營運的雪梨市區及近郊路線（寶路華站、鴯鶓地站、麥嘉特站及瀑布站以内）在2013年7月1日由雪梨城鐵轉由新成立的Sydney Trains機構營運。而城際路線則由新組成的NSW TrainLink營運。[3]
- 2013年4月，悉尼火車的新標誌正式亮相[4]。
- 2013年7月1日，雪梨火車成立並開始營運雪梨市區及近郊路線，由前倫敦地下鐵營運總監霍士林（Howard Collins OBE）出任行政總裁。
- 2013年10月20日，悉尼火車重組為七條路線。
- 2015年2月8日，雪梨的西南鐵路線（South West Rail Link）開通，兩個新的車站開始啟用。T2線和T5線開始使用新線來往利坪頓。
- 2016年8月1日，悉尼火車停售所有紙車票，但當日凌晨過後，部分售票機仍有售賣紙車票。
- 2017年11月26日，悉尼火車再次重組為八條路線，舊的T2線分成兩條新線，成為新的T2線與T8線。T2線和T5線在南區不再來往金寶鎮，只來往利坪頓。
- 2020年1月5日，T6卡林福特線停止運行。

## 鐵路網絡

悉尼火車路線圖

雪梨火車現時營運八條路線，服務雪梨都會區。
| 圖示 | 中文路線名           | 英文路線名                  | 服務區域                                          |
| ---- | -------------------- | --------------------------- | ------------------------------------------------- |
| T1   | 北岸與西線           |                             | 貝羅拉至鴯鶓平原 / 列治文                         |
| T2   | 內西與利坪頓線       |                             | 環城圈至巴拉馬打                                  |
| T2   | 內西與利坪頓線       | 環城圈至利坪頓              |                                                   |
| T3   | 利物浦和内西线       | Liverpool & Inner West Line | 環城圈至利物浦                                    |
| T3   | 利物浦和内西线       | Liverpool & Inner West Line | 環城圈至禮勤                                      |
| T4   | 東郊及伊拉瓦拉線     |                             | 邦迪交界至瀑布 / 克羅努拉                         |
| T5   | 坎伯蘭線             |                             | 斯科菲爾德至利坪頓 列治文至利坪頓（部分班次）     |
| T6   | 利德科姆與班克斯鎮線 | Lidcombe & Bankstown Line   |                                                   |
| T7   | 奧林匹克公園線       |                             | 禮勤至奧林匹克公園                                |
| T8   | 機場與南線           |                             | 環城圈至麥克阿瑟 （經錫德納姆（繁忙時間）或機場） |
| T9   | 北線                 |                             | 康士比至歌頓                                      |

### 深宵巴士
深宵巴士（NightRide）是一項雪梨火車與雪梨私營巴士營辦商在1989年成立的服務，現時共有16條路線和120個巴士站，服務時間為午夜12時至清晨4時半，乘客可以憑有效雪梨火車車票使用服務，而巴士路線號碼以「N」為開首。

## 列車
| 車型   | 圖片 | 類型     | 最高速度 | 最高速度 | 車輛總數 | 製造年份    | 編組 | 營運路線             |
| 車型   | 圖片 | 類型     | km/h     | mph      | 車輛總數 | 製造年份    | 編組 | 營運路線             |
| ------ | ---- | -------- | -------- | -------- | -------- | ----------- | ---- | -------------------- |
| K sets |      | 電動列車 | 115      | 71       | 160      | 1981-1985年 | 4卡  | T2 T3 T8             |
| T sets |      | 電動列車 | 115      | 71       | 447      | 1988-1995年 | 4卡  | T1 T4 T7 T9          |
| M sets |      | 電動列車 | 130      | 81       | 140      | 2002-2005年 | 4卡  | T2 T3 T5 T7 T8       |
| H sets |      | 電動列車 | 130      | 81       | 220      | 2006-2012年 | 4卡  | T1 T4 T9             |
| A sets |      | 電動列車 | 130      | 81       | 626      | 2011-2014年 | 8卡  | T1 T2 T3 T5 T7 T8 T9 |
| B sets |      | 電動列車 | 130      | 81       | 328      | 2018-2021年 | 8卡  | T2 T3 T8             |

## 票務系統
悉尼火車自2014年4月起採用澳寶卡（Opal Card）無接觸式電子收費系統。在2016年1月起，雪梨火車正式停用於1992年推出的磁帶式車票，並轉用澳寶卡。使用澳寶卡乘搭悉尼火車、悉尼地鐵及新州鐵路的城際線只作一次收費計算，澳寶卡亦適用於巴士、渡輪及輕軌服務，但各有不同收費。
與澳洲其他城市的票務系統不同，悉尼火車和新州鐵路的票價系統是按距離收費的。

## 外部連結
- 悉尼火車官方網頁
  - 简体中文 （页面存档备份，存于）
  - 繁體中文 （页面存档备份，存于）